# Calotriton arnoldi
Calotriton arnoldi  (лат.) — вид тритонов, хвостатых земноводных из семейства настоящих саламандр. В самостоятельный вид выделен в 2005 году.

## Описание
Очень похож на пиренейского тритона, однако мельче его в размерах (не более 10 см), имеет более гладкую кожу с меньшим количеством бугорков. Окраска сверху шоколадно-коричневая, иногда с серебристыми пятнами по краям. У некоторых особей на хвосте бывают оранжево-коричневые полосы. Брюшная сторона охрянно-коричневая с тёмными пятнами.

## Ареал
Эндемик региона Монсень на северо-востоке Испании, где обитает в природном парке с одноимённым названием.

## Образ жизни
Образ жизни похож на таковой пиренейского тритона, подвидом которого он считался до 2005 года.